# Rosenbauer Panther
El Rosenbauer Panther es un vehículo de bomberos para aeropuertos construido en Austria por la compañía de vehículos de emergencia Rosenbauer.
Su diseño está basado en las necesidades de un aeropuerto, es capaz de ser aerotransportado, y tiene mucho equipo para combatir incendios y presta servicios en más de 80 países.

## En la cultura popular
El Panther (rojo y negro) aparece como modo alterno del malvado traidor de los Autobots Sentinel Prime en Transformers: El lado oscuro de la luna.